# Angela Mudge
Angela Mudge (Devon, 8 luglio 1970) è una fondista di corsa in montagna, ultramaratoneta e skyrunner britannica.

## Palmarès
- Coppa del mondo Buff Skyrunner World Series 2006, 2007
- Campionessa mondiale di corsa in montagna 2000
- Campionessa britannica di corsa in montagna 1999, 2000
- Campionessa scozzese di corsa in montagna 1997, 1998

## Campionati nazionali
1997
- Oro ai British Fell Running Championships

1998
- Oro ai British Fell Running Championships

1999
- Oro ai British Fell Running Championships

2000
- Oro ai British Fell Running Championships

2008
- Oro ai British Fell Running Championships

## Altre competizioni internazionali
- 1ª Dolomites Skyrace 2006, 2007
- 1ª Zegama-Aizkorri mendi maratoia 2006
- 1ª Skyrace Valmalenco-Valposchiavo 2006
- 1ª Sierre-Zinal 2001